# BYD Seal
El BYD Seal es un automóvil eléctrico producido por el fabricante chino BYD Auto desde 2022.
Las ventas en China se iniciaron en julio de 2022 y en Europa en septiembre de 2023. Hay varias versiones, con un motor y tracción trasera o dobles de tracción total.

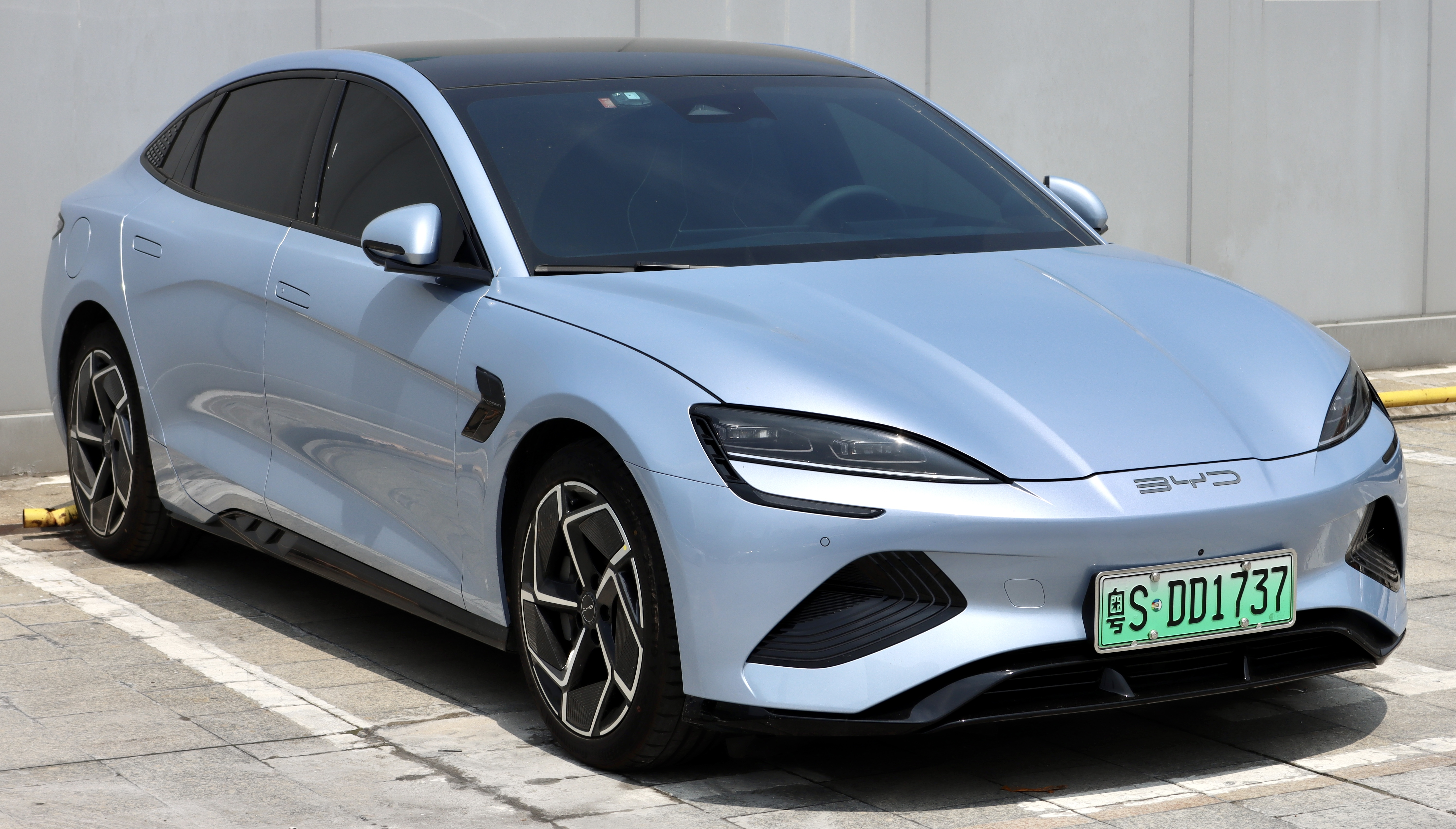
Modelo 2022
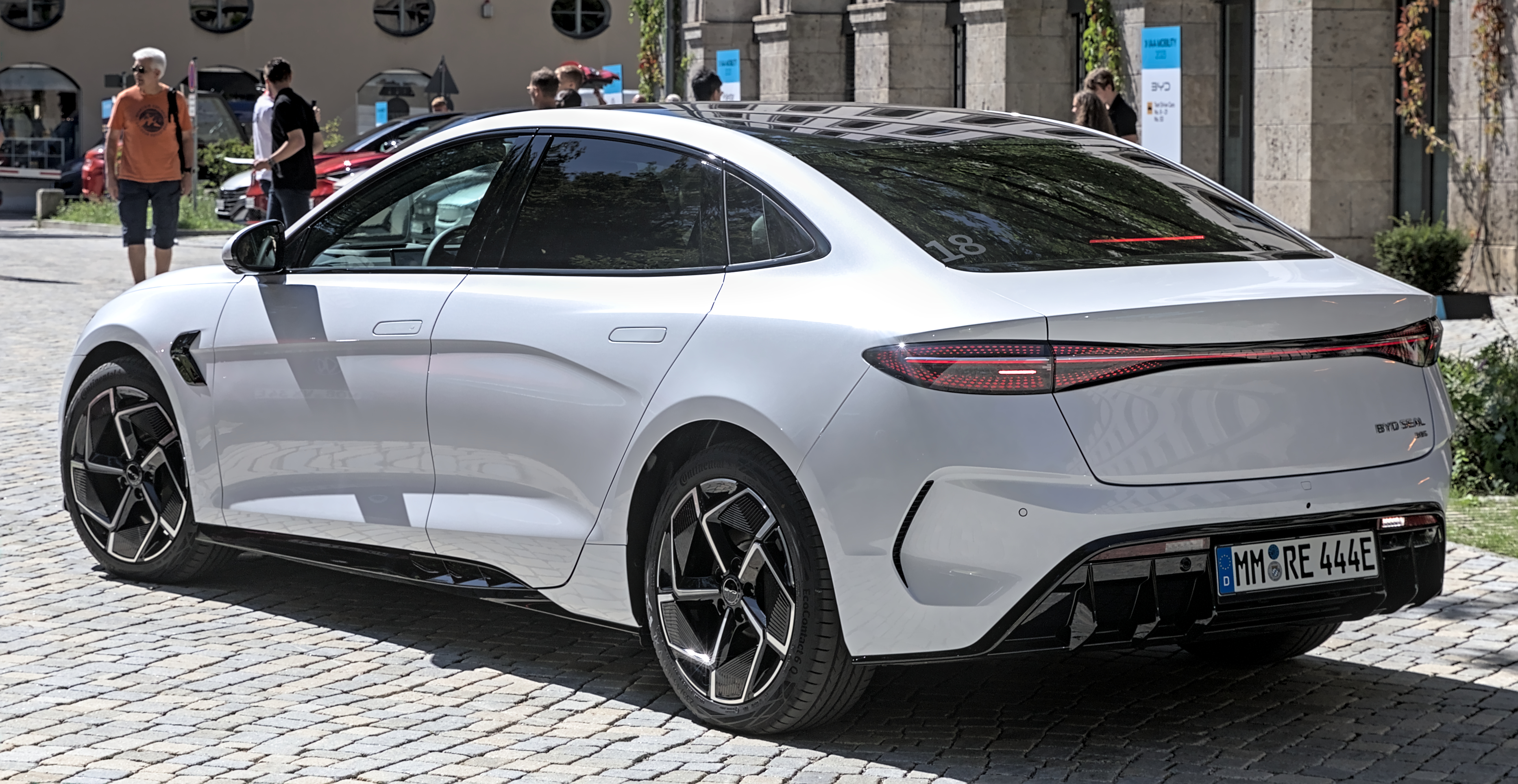
En el Salón del Automóvil de Fráncfort de 2023
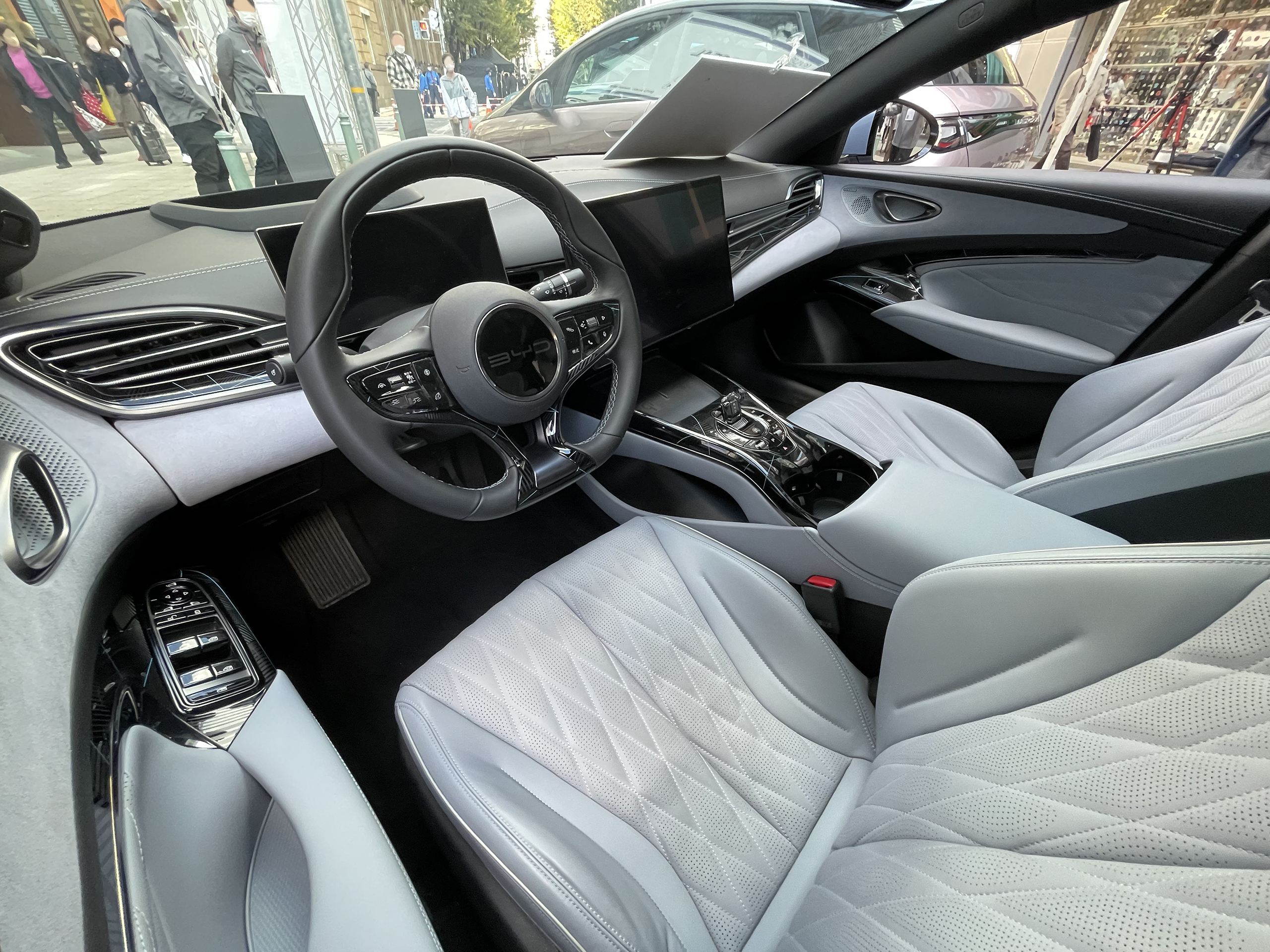
Interior